# Andrés Ponce
Andrés Fabián Ponce Núñez (La Cañada de Urdaneta, Estado Zulia, Venezuela, 11 de noviembre de 1996) es un futbolista venezolano que juega como delantero en la Academia Puerto Cabello de la Primera División de Venezuela.

## Trayectoria
Hijo de padres colombianos provenientes de San Marcos, Colombia.
Siempre tuvo fascinación por el baloncesto, por eso se deben sus trenzas que lo caracterizan, siendo gran fan de Allen Iverson. Formó parte del equipo El Tablazo F. C. desde los 8 hasta los 12 años. Tras ver al Unión Atlético Maracaibo jugar en la Copa Libertadores su sueño fue unirse al equipo. Su padre les consiguió pruebas a él y a su hermano con el entrenador Frank Flores y comenzaron a formar parte de las categorías menores del Unión Atlético Maracaibo. En un principio su entrenador Frank Flores quería colocarlo de defensa, pero se negó ya que su hermano jugaba de delantero y el quería hacer goles como su hermano. Debido a ello y a pesar de que el técnico no estaba del todo de acuerdo comenzó a jugar de delantero.
Destacó en torneos regionales con las categorías inferiores del Unión Atlético Maracaibo, siendo líder goleador varios años seguidos. Estas actuaciones destacadas le ganaron una convocatoria al seleccionado nacional sub-15 de Venezuela. Su actuación destacada en el Campeonato Sudamericano Sub-15 de 2011 interesó a clubes europeos como el Real Madrid, AC Milan y el Inter de Milán, con quienes participó en campamentos evaluativos. Finalmente terminó comprando su ficha el Deportivo Táchira. Luego de no tener minutos en el equipo aurinegro fue cedido a los Llaneros de Guanare Fútbol Club.
EL 26 de julio de 2016 fue cedido al FC Lugano procedente de la Unione Calcio Sampdoria por una temporada.
El 6 de julio de 2024, a través de redes sociales fue anunciado como jugador del Atlético Bucaramanga de Colombia. 

## Selección nacional

### Selección sub-15
Ha sido internacional con la selección de fútbol de Venezuela en las categorías menores. Comenzó su carrera en la categoría sub-15 participando en el Campeonato Sudamericano Sub-15 de 2011 en el cual marcó dos goles, uno ante la selección de Uruguay y otro ante la de Chile.

### Selección sub-17
Forma parte del seleccionado de Venezuela categoría sub-17, que clasificó a la Copa Mundial de Fútbol Sub-17 de 2013, anotando 7 goles en el Campeonato Sudamericano Sub-17, quedando como el segundo máximo goleador del torneo. Los goles fueron ante Ecuador, Paraguay, Brasil, Uruguay, Argentina y  un doblete ante Perú. Marcó por lo menos un gol ante todas las selecciones contra las que jugó.
Su buen rendimiento le permitió convertirse en el 10º mejor goleador de Venezuela en un torneo oficial.

### Participaciones internacionales
| Competición                              | Sede      | Resultado    | PJ | Goles |
| ---------------------------------------- | --------- | ------------ | -- | ----- |
| Sudamericano Sub-15 de 2011              | Uruguay   | Primera fase | 4  | 2     |
| Sudamericano Sub-17 2013                 | Argentina | Subcampeón   | 8  | 7     |
| Juegos Bolivarianos de 2013              | Perú      | Primera fase | 2  | 1     |
| J. Centroamericanos y del Caribe de 2014 | México    | Plata        | 4  | 4     |
| Sudamericano Sub-20 de 2015              | Uruguay   | Primera fase | 3  | 0     |

## Clubes
| Club                               | País      | Año            | Partidos | Goles |
| ---------------------------------- | --------- | -------------- | -------- | ----- |
| Deportivo Táchira F. C.            | Venezuela | 2013-2014      | 10       | 0     |
| Llaneros de Guanare E. F. (cedido) | Venezuela | 2014-2015      | 9        | 2     |
| S. C. Olhanense (cedido)           | Portugal  | 2015           | 17       | 1     |
| U. C. Sampdoria (Primavera)        | Italia    | 2015-2016      | 25       | 24    |
| U. C. Sampdoria                    | Italia    | 2016           | 1        | 0     |
| F. C. Lugano (cedido)              | Suiza     | 2016-2017      | 10       | 3     |
| A. S. Livorno (cedido)             | Italia    | 2017           | 11       | 1     |
| FeralpiSalò (cedido)               | Italia    | 2018           | 12       | 0     |
| F. K. Anzhí Majachkalá             | Rusia     | 2018-2019      | 28       | 5     |
| Akhmat Grozny                      | Rusia     | 2019-2021      | 31       | 3     |
| F. C. Rotor Volgogrado (cedido)    | Rusia     | 2020-2021      | 15       | 2     |
| Vejle Boldklub                     | Dinamarca | 2021-2023      | 53       | 8     |
| F. C. Akron Tolyatti               | Rusia     | 2023-2024      | 57       | 17    |
| Atlético Bucaramanga               | Colombia  | 2024- 2025     | 36       | 4     |
| Academia Puerto Cabello            | Venezuela | 2025- Presente | 0        | 0     |

## Palmarés

### Títulos nacionales
| Título                        | Club           | País      | Año     |
| ----------------------------- | -------------- | --------- | ------- |
| Serie C                       | US Livorno     | Italia    | 2017-18 |
| Segunda División de Dinamarca | Vejle Boldklub | Dinamarca | 2002-23 |

### Distinciones individuales
| Distinción                              | Año  |
| --------------------------------------- | ---- |
| Capocannoniere del Campeonato Primavera | 2016 |